# Ропага (Асколи Пичено)
Ропага (итал. Ropaga) насеље је у Италији у округу Асколи Пичено, региону Марке.
Према процени из 2011. у насељу је живело 28 становника. Насеље се налази на надморској висини од 785 м.